# Stichodactyla haddoni

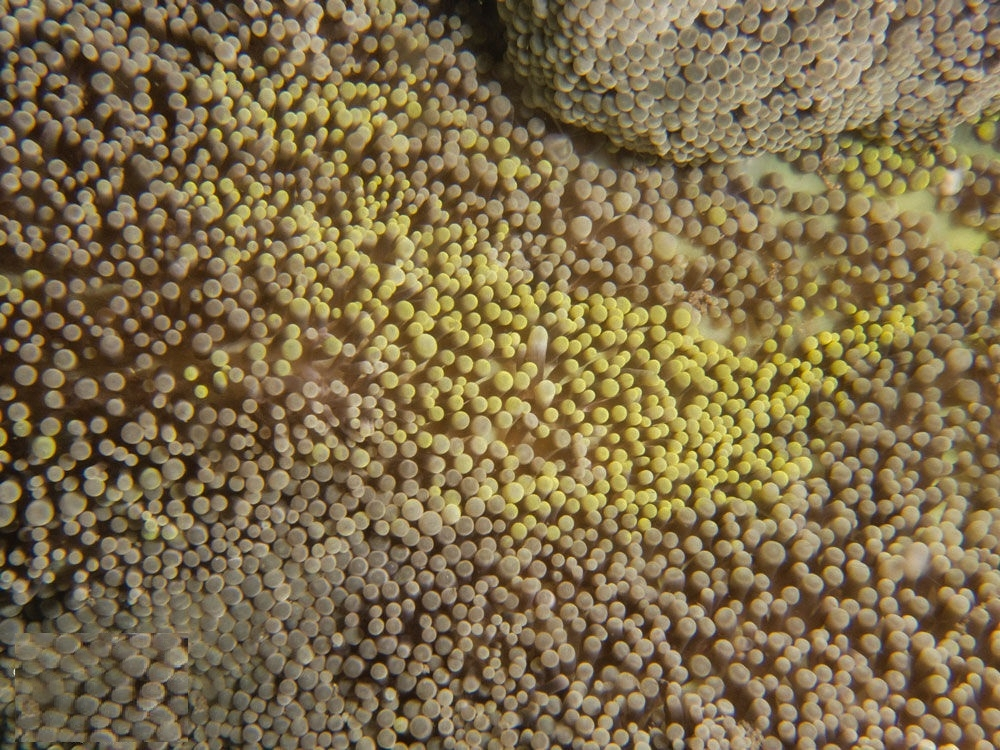
Las puntas de los tentáculos de S. haddoni pueden presentar franjas de diferente coloración

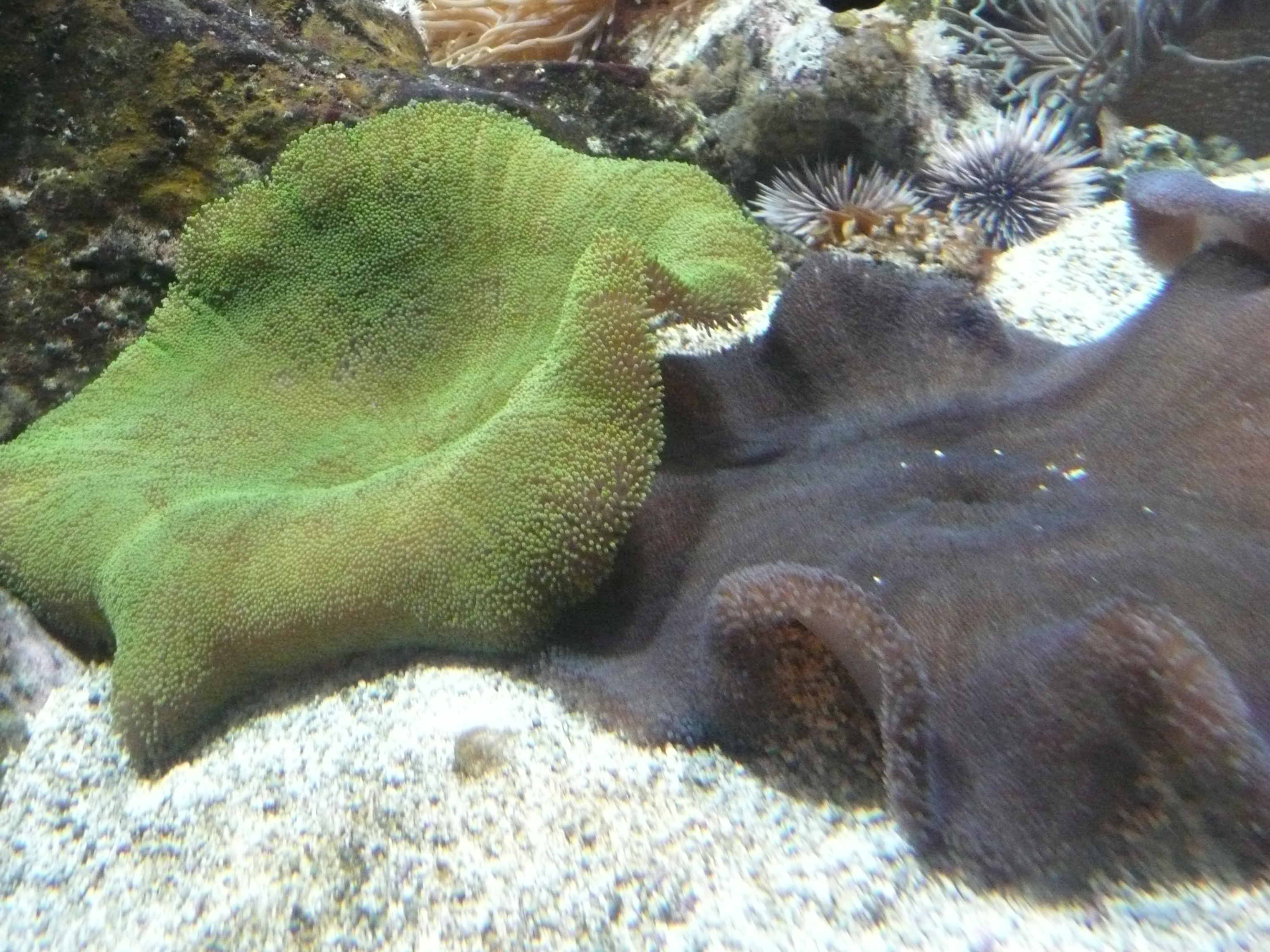
Dos ejemplares de S. haddoni en el acuario de La Rochelle, Francia.

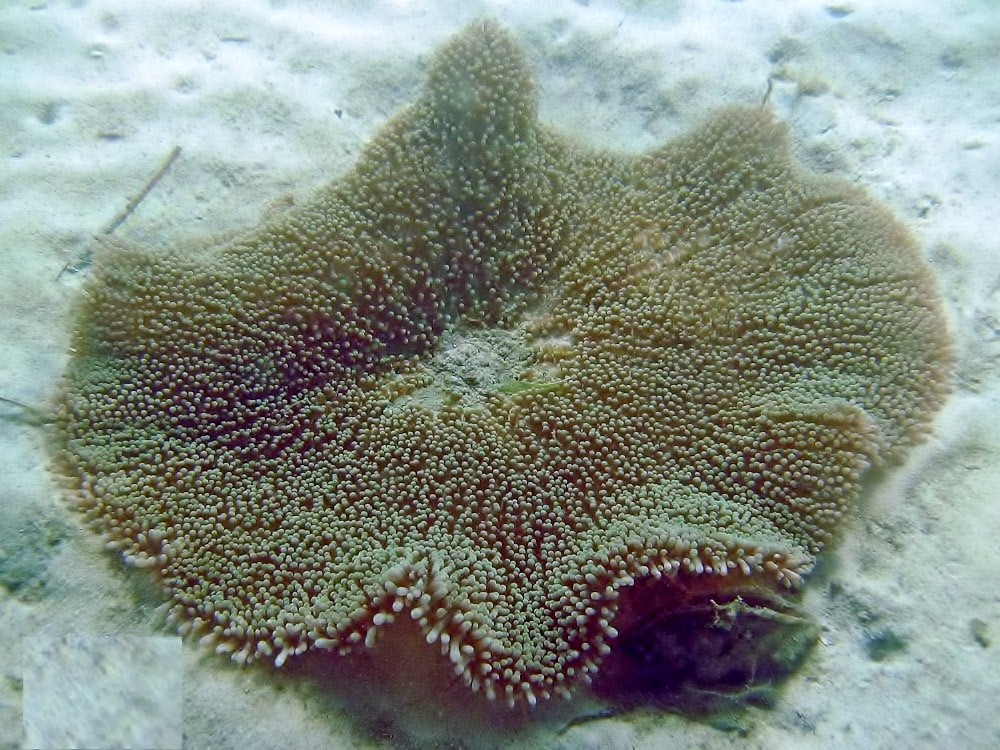
Stichodactyla haddoni en Koh Phangan, Tailandia

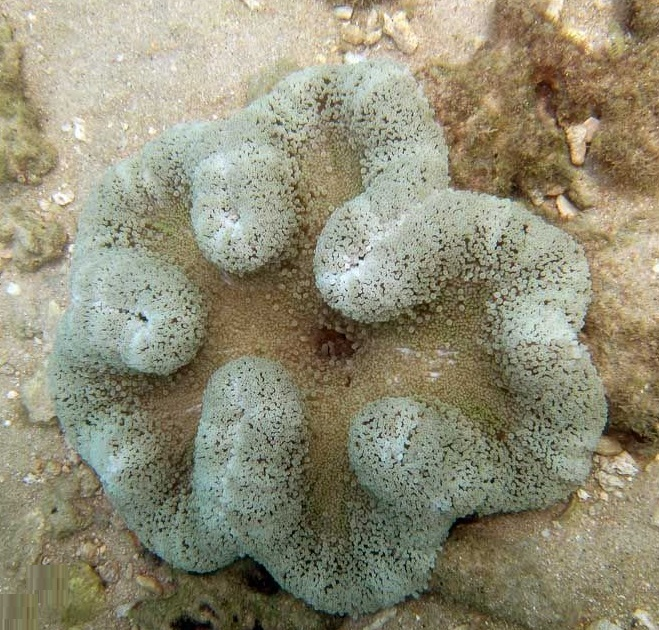
Vista superior de Stichodactyla haddoni, en Koh Phangan, Tailandia

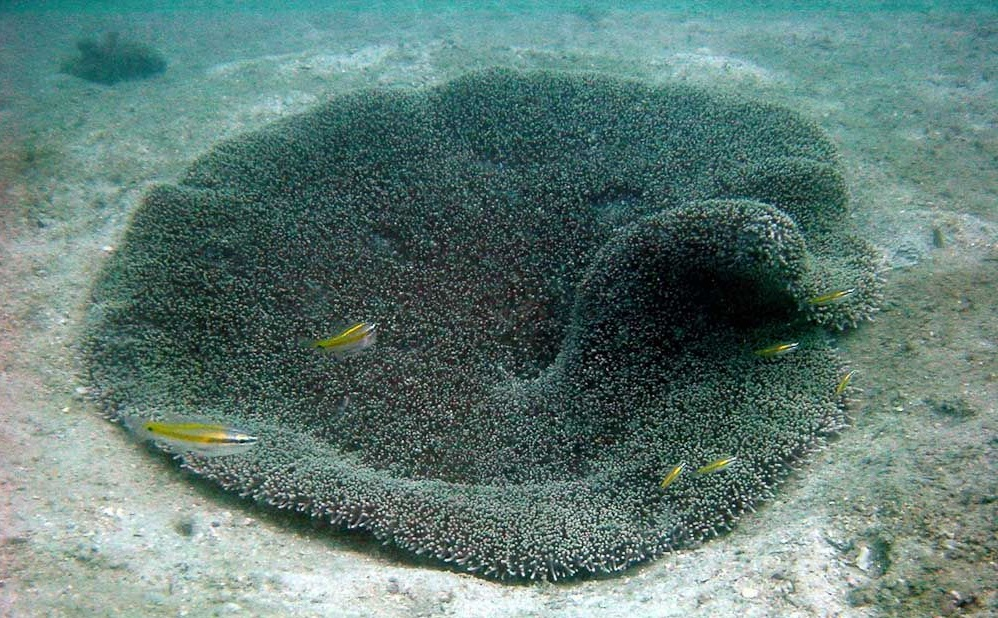
S. haddoni en Koh Phangan, Tailandia

Stichodactyla haddoni es una especie de anémona de mar de la familia Stichodactylidae.
Es una anémona de las denominadas hospedantes, que mantienen una relación de mutualismo con otros animales, en su caso con varias especies de peces payaso (género Amphiprion): Amphiprion akindynos, Amphiprion clarkii, Amphiprion fuscocaudatus, Amphiprion polymnus y Amphiprion sebae, los cuales inhiben la liberación de las células urticantes que poseen sus tentáculos estableciendo una relación de convivencia. De esta manera, los payasos se protegen de sus predadores entre los tentáculos urticantes de la anémona, y esta se beneficia de la limpieza de su disco oral y tentáculos como consecuencia de los continuos movimientos de los peces. También hospedan peces damisela como Dascyllus trimaculatus, cangrejos como Neopetrolisthes maculatus y gambas del género Periclimenes.
Su nombre común es anémona alfombra o anémona de Haddon.

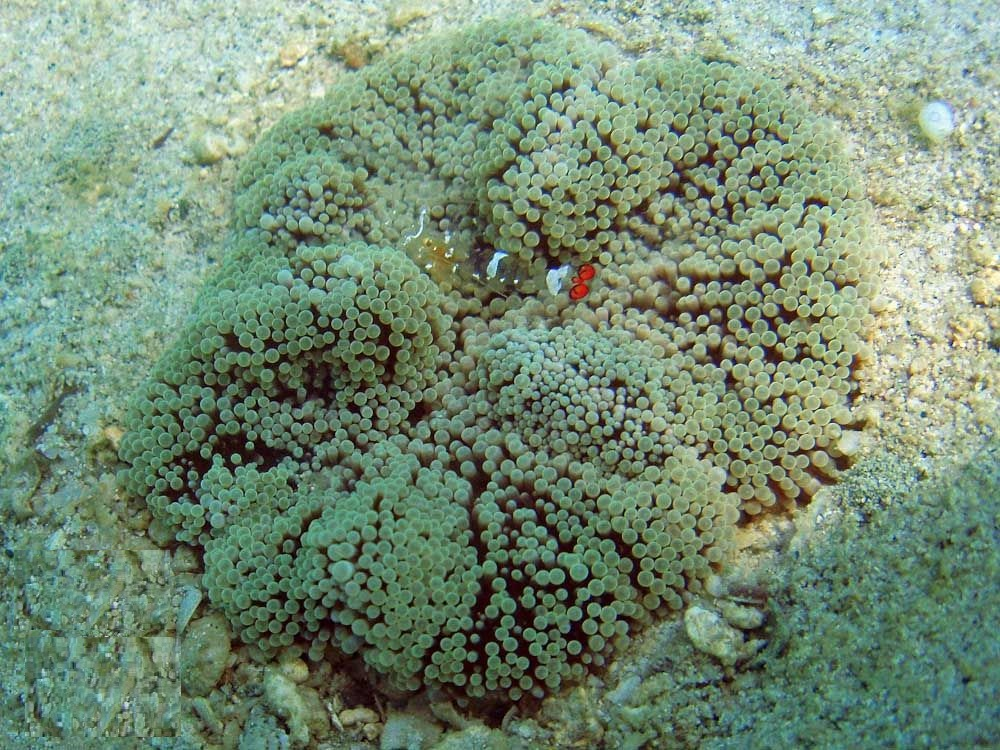
Periclimenes brevicarpalis en ejemplar pequeño de S. haddoni
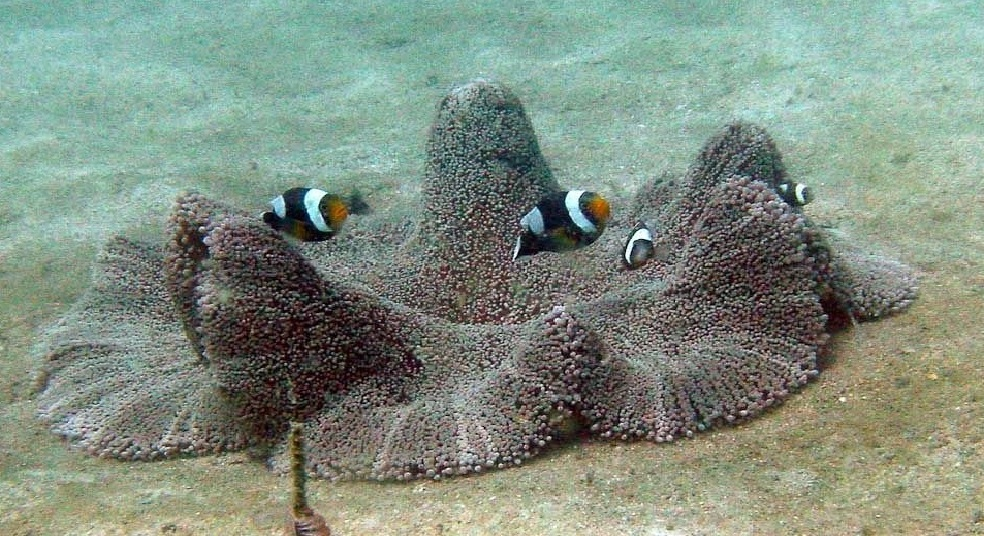
Pareja de Amphiprion polymnus en S. haddoni
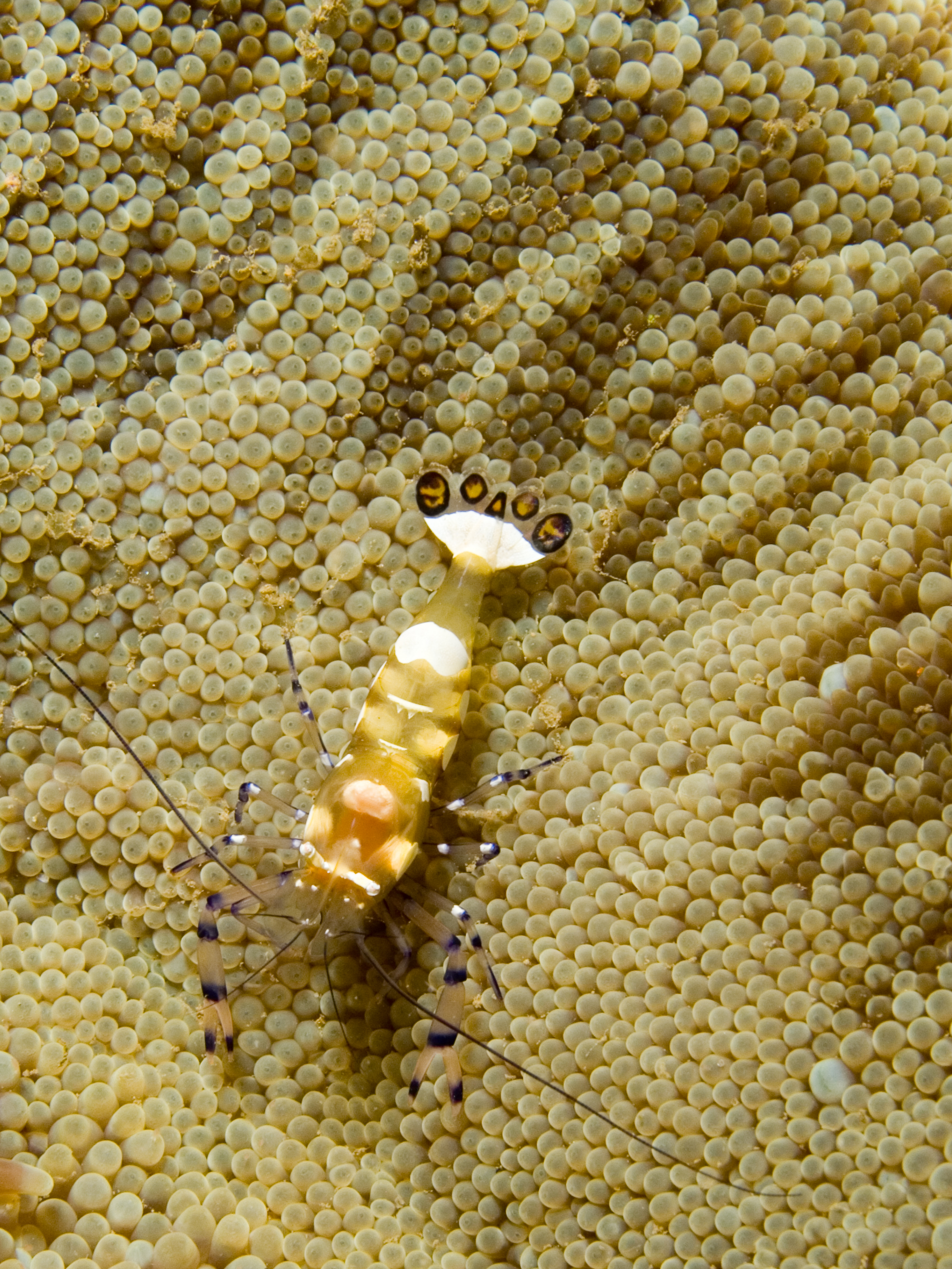
Periclimenes brevicarpalis en S.haddoni
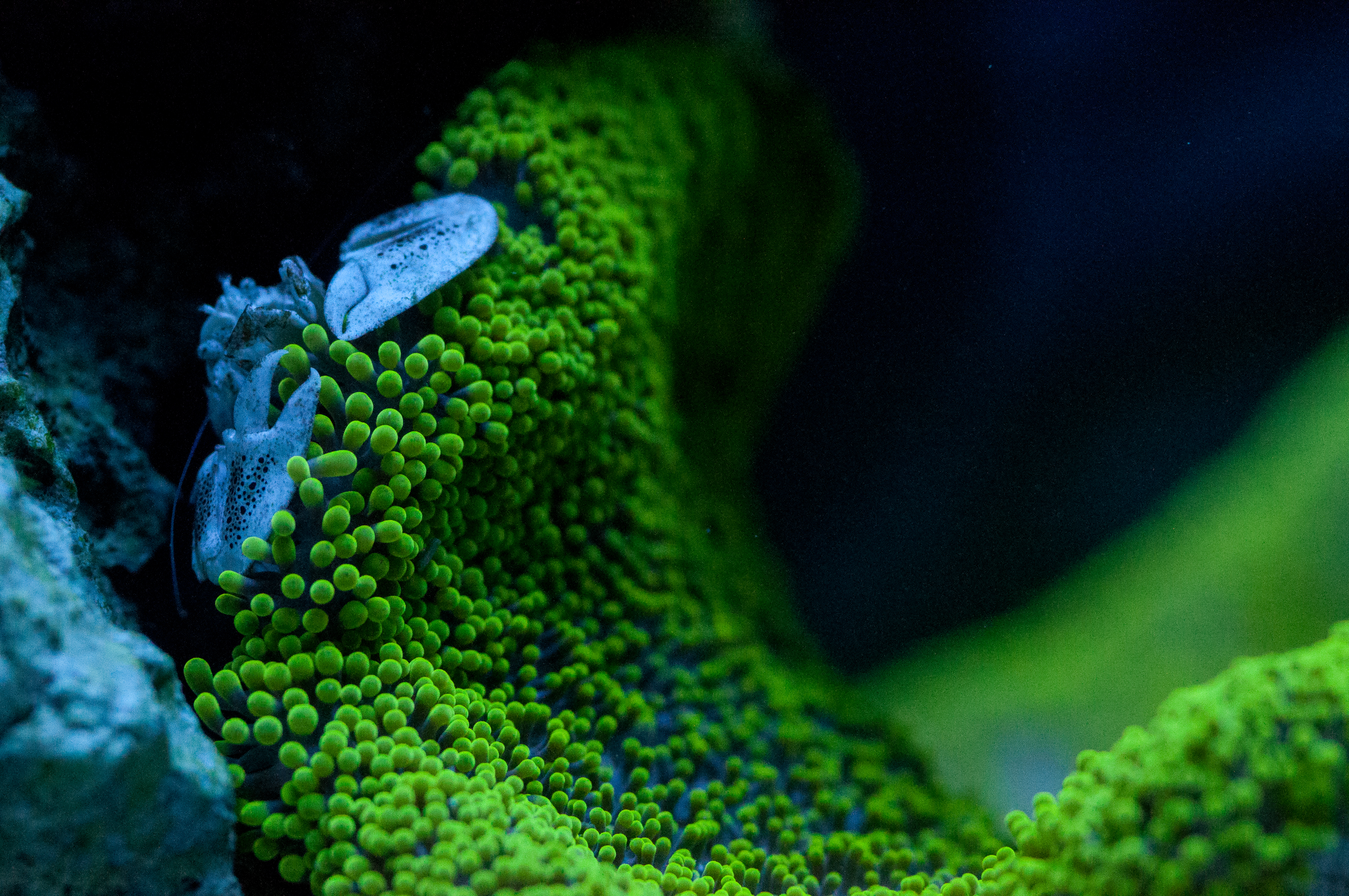
Cangrejo Neopetrolisthes maculatus en S.haddoni

## Morfología
Su cuerpo es cílindrico. Su extremo basal es un disco plano que funciona como pie, el disco pedal, y su extremo apical es el disco oral, el cual tiene la boca en el centro, y alrededor tentáculos compuestos de cnidocitos, células urticantes provistas de neurotoxinas paralizantes en respuesta al contacto. La anémona utiliza este mecanismo para evadir enemigos o permitirle ingerir presas más fácilmente hacia la cavidad gastrovascular. 
Los tentáculos son cortos, con la punta redondeada, algo inflada, muy juntos y pegajosos. Color de los tentáculos amarillo, rojo, anaranjado, azul, morado, gris, verde o marrón, a veces mezclados. Columna blanquecina (blanca, amarilla o verde) con verrugas del mismo color o rosadas, no adhesivas. Zona central sin tentáculos. Toda la superficie cubierta de tentáculos en forma de burbuja o entallados, normalmente agrupados y diferenciados por el color, lo que proporciona a la anémona un aspecto moteado. 
Esta especie alcanza los 80 cm de diámetro y sus tentáculos tienen unos 2 cm en la periferia y unos 5 cm en el centro del disco.

## Hábitat y distribución
Suelen habitar en lagunas y bahías de arrecife, con su columna enterrada en el sedimento, en suelos arenosos o grietas de rocas. Entre 0 y 40 m de profundidad.
Se las encuentra en aguas tropicales y subtropicales del océano Indo-Pacífico, desde la costa este africana, el mar Rojo, y hasta las islas Fiyi.
Está presente en Arabia Saudí, Australia, Fiyi, India, Indonesia, Japón, Malasia, Mozambique, Nueva Caledonia, Papúa Nueva Guinea, Seychelles, Singapur y Vietnam.

## Alimentación
Las anémonas contienen algas simbióticas llamadas zooxantelas. Las algas realizan la fotosíntesis produciendo oxígeno y azúcares, que son aprovechados por las anémonas, y se alimentan de los catabolitos de la anémona (especialmente fósforo y nitrógeno). No obstante, las anémonas se alimentan tanto de los productos que generan estas algas (entre un 75 y un 90 %), como de las presas de zooplancton o peces, que capturan con sus tentáculos.

## Reproducción
Las anémonas se reproducen tanto asexualmente, por división, en la que el animal se divide por la mitad de su boca formando dos clones; o utilizando glándulas sexuales, ubicadas en la cavidad gastrovascular, que desprenden gametos maduros, que son expulsados por la boca, siendo la fertilización externa. En este caso, se genera una larva plánula ciliada, que caerá al fondo marino, y se metamorfoseará para convertirse en una nueva anémona.

## Mantenimiento
Es una especie difícil de mantener en cautividad, como todas las de su género. Requiere acuarios maduros, con, al menos, 12 meses de funcionamiento. Necesita iluminación alta y corriente de moderada a fuerte. El acuario debe contar con sustrato arenoso y roca viva, para que pueda enterrar su pie.
Algunos de sus predadores son otras anémonas, nudibranquios, estrellas de mar, peces ángel y grandes lábridos.